# Bolesław Lutomski
Bolesław Lutomski (ur. 25 lutego 1861 w Piekarcie, zm. 17 października 1944 w Milanówku) – publicysta i dziennikarz polski, posługujący się także m.in. pseudonimami i kryptonimami: B.L., B.Lut, Lutomir Bolesławicki, Michał Gopło, Modestus, Stanisław Troska, Stosław Troska.

## Życiorys
Syn Ignacego Lutomskiego, dzierżawcy, i Julii z Komorowskich. Wychowywał się u matki we wsi Wrząca koło Turka. Kształcił się w Kaliszu, od 1873 w progimnazjum klasycznym, potem krótko w szkole dramatycznej Emiliana Derynga w Warszawie. Wrócił do Wrzącej i zajmował się tam gospodarstwem; w tym czasie zaczął – od 1883 – regularnie pisywać artykuły do "Kuriera Codziennego", były to korespondencje ze wsi z serii "Z pod Turka". Studiował też w tym czasie (1885–1888) we Wrocławiu. Pisywał artykuły o tematyce społecznej i estetycznej, m.in. w latach 1886–1888 w dzienniku „Kaliszanin”, w latach 1888–1890 w pozytywistycznym "Przeglądzie Tygodniowym życia społecznego, literatury i sztuk pięknych", w okresie 1889–1893 w "Kurierze Codziennym", w latach 1890–1894, 1901–1903, 1907–1908 i w 1911 w "Tygodniku Ilustrowanym" oraz od 1891 w "Ateneum" (tu pisywał artykuły wstępne).
Od 1900 mieszkał stale w Warszawie i głównie w tamtejszych czasopismach publikował swoje artykuły, m.in. sporadycznie w "Tygodniku Powszechnym", "Echu Muzycznym, Teatralnym i Artystycznym", "Niwie", "Kraju", a stale teatralne recenzje w "Gońcu Porannym i Wieczornym". Pisywał także do czasopism krakowskich i lwowskich, a także petersburskich, a nawet wychodzących Chicago.
W 1904 Bolesław Lutomski został członkiem "inteligentnej dziesiątki" – zorganizowanej przez Ligę Narodową grupy osób, stawiającej sobie za cel kształtowanie opinii wśród inteligencji warszawskiej. W 1905 wstąpił do nowo powstałego Stronnictwa Demokracji Narodowej, którego został członkiem zarządu głównego. Formalnym członkiem Ligi Narodowej był od 1905 wkrótce po tym, jak współorganizował strajk szkolny, ale wystąpił z Ligi (a także z SND) wraz z grupą innych działaczy sprzeciwiających się decyzji Stronnictwa o likwidacji strajku szkolnego w czerwcu 1911; grupa ta stworzyła nową grupę polityczną o nazwie "Secesja". Sprzeciwiał się (w "Kurierze Polskim" w 1916) udziałowi Romana Dmowskiego w polskim życiu politycznym, był w czasie I wojny światowej zwolennikiem orientacji proniemieckiej i proaustryjackiej.
Po wojnie, w latach 1921–1925, pracował w wydziale polityczno-prasowym Prezydium Rządu, ale w dalszych latach okresu międzywojennego ciężar zainteresowań przesunął się bardziej ku literaturze, mniej publikował już tekstów politycznych. Pisywał w "Kurierze Warszawskim", "Tygodniku Polskim", "Głosie Wołyńskim", "Gazecie Lwowskiej", "Dzienniku Poznańskim" i licznych innych czasopismach. Działał też w samorządzie dziennikarskim, był członkiem Towarzystwa Literatów i Dziennikarzy.
Napisał m.in.: "Na przełomie stulecia", "Mężczyźni i kobiety", "Charakter, jako zaleta duszy ludzkiej", "Dziennikarstwo i opinja", "Wyobrażenia i obyczaje", "Newroza i skandal", "Pesymizm literacki", "Włodzimierz Spasowicz", "Spostrzeżenia galicyjskie", "Kobieta i kobiecość", "Tadeusz Czacki: W setną rocznicą zgonu", "Mickiewicz i demokracja", "O Panu Tadeuszu", "Polska i zaborcy", "Polen und Russland".